# Kościół św. Marii Magdaleny w Ziemiełowicach
Kościół św. Marii Magdaleny – rzymskokatolicki kościół filialny w Ziemiełowicach. Świątynia należy do parafii Podwyższenia Krzyża Świętego w Smarchowicach Wielkich, w dekanacie Namysłów zachód, archidiecezji wrocławskiej. 19 lutego 1960 roku, pod numerem 660/60, kościół został wpisany do Rejestru zabytków województwa opolskiego.

## Historia kościoła
Kościół w Ziemiełowicach wzmiankowany był już w 1358 roku. Zbudowany w 2. połowie XIV wieku. Rozbudowywany był w XVI I XVII wieku, m.in. około 1500 roku. Od 1654 roku figurował jako kościół katolicki. Nawa drewniana powstała w 1666 roku. Od 1762 roku kościół zaczął popadać w ruinę. Następstwem czego było zawalenie się w 1864 roku dachu i części murów. W latach 1958–1960, przy zachowanym prezbiterium został odbudowany.

## Architektura i wnętrze kościoła
Jest to budowla o charakterze gotyckim, orientowana, murowana z cegły z użyciem zendrówki, na cokole z kamienia polnego. Obecny kościół obejmuje zachowane prezbiterium dwuprzęsłowe, zamknięte trójbocznie z zakrystią. Wnętrze kościoła, od strony północnej posiada nowe stropy. W prezbiterium sklepienie jest typu krzyżowo-żebrowego natomiast w zakrystii typu kolebkowego. W ścianach świątyni znajdują się płytkie wnęki zamknięte odcinkowo. Wejście do zakrystii zamknięte jest ostrołukowo. Na zewnątrz widoczne są przypory o dwóch uskokach. Okna we wnękach są ostrołukowe z uskokiem. Elewacja zachodnia zamknięta jest łukiem ostrym, posiada w narożnikach wiązania murowanej cegły w formie sztrabowania. Dach jest typu dwuspadowego z wielopołaciowym zamknięciem od wschodniej strony i kryty jest dachówką. 